# Лі Енн Волтерс
Лі Енн Волтерс — американський еколог та екоактивістка з Флінта, штат Мічиган, що зіграла ключову роль у викритті кризи забруднення води у Флінті.
3 лютого 2016 року Волтерс свідчила перед Комітетом Палати представників США з нагляду та реформ.
У 2016 році Волтерс була удостоєна нагороди Американського ПЕН-Пента за свободу вираження думок.
У 2018 році за ключову роль у розкритті кризи забруднення води у Флінті Волтерс була нагороджена екологічною премією Goldman.
Телевізійна драма 2017 року про неї «Флінт» заснована на катастрофі з токсичною водою. У фільмі роль Волтерс зіграла Бетсі Брандт.